# Käthe Popall
Käthe Popall (née Käthe Fürt le 15 février 1907 à Brême et morte le 23 mai 1984 dans la même ville) est une femme politique allemande, membre du Parti communiste allemand (KPD). Elle est la première femme membre du Sénat de Brême.
Comme de nombreuses personnalités politiques de gauche de sa génération, elle a passé la plupart des années du régime nazi en prison.

## Biographie
Käthe Fürst est née à Brême le 15 février 1907. Elle est la plus jeune des six enfants de Carl Fürst, un fabricant de cigarettes. À la sortie de l'école, elle occupe d'abord un travail d'ouvrière non qualifiée puis, après une formation en comptabilité, travaille à la coopérative de consommateurs Vorwärts,.

### Politique
Elle n'a pas tout à fait 12 ans lorsque la Première Guerre mondiale se termine par la défaite de l'Allemagne. Une vague de révolutions traverse alors le pays et une nouvelle structure politique se met en place, à bien des égards beaucoup plus démocratique que la précédente. Comme il était alors obligatoire d'être organisé politiquement et syndiqué à l'embauche, Käthe Fürst rejoint en 1922 la Jeunesse ouvrière socialiste (de) ( Sozialistische Arbeiter-Jugend-SAJ) et l'Association centrale des employés (Zentralverbund der Angestellten, ZdA) puis, comme ses parents, le Parti social-démocrate ( SPD). Elle est exclue du syndicat avec d'autres jeunes, à cause de leur esprit critique et de leur remise en question des fonctionnements.
Elle quitte alors les Jeunes travailleurs socialistes pour entrer au Kommunistischen Jugendverband (Ligue des jeunes communistes, KJVD) en 1927 et, en 1930, adhère au Parti communiste,.
Elle épouse Hans Lübeck, rencontré aux Jeunes travailleurs socialistes, en 1928.
Elle perd son emploi à la coopérative en 1929 et travaille alors à la filature de jute, Jute-Spinnerei und Weberei Bremen. Elle y est élue au Comité d'entreprise sur la liste du Revolutionäre Gewerkschafts Opposition (mouvement d'opposition syndicale révolutionnaire, RGO). Le RGO est une confédération syndical à tendance communiste bien qu'il soit fréquemment en désaccord vigoureux avec le Parti communiste de plus en plus influencé par Moscou,,.
Elle est élue au Parlement régional de Brême sous le nom de Käthe Lübeck alors qu'elle n'a que 23 ans, mais renonce à son mandat au bout de quelques mois, le 20 mars 1931,,.
En 1931, elle part avec Hans Lübeck pour Düsseldorf où elle travaille avec l'équipe régionale de Basse-Rhénanie du syndicat RGO. A l'été de la même année, elle est à Halle et y travaille à la coopérative de consommateurs.
Au début de 1932, elle est nommée à la section féminine des Jeunes communistes à Halle. À l'automne 1932, elle voyage avec son mari (de) à Moscou, mais son souhait d'étudier à l'Académie du Parti "Lénine" n'aboutit pas car elle échoue à l'examen d'entrée. Selon d'autres sources, elle aurait effectivement étudié à l'académie du parti. Quoi qu'il en soit, lorsque les nazis prennent le pouvoir en Allemagne, Käthe Lübeck est à Moscou.

### Les années du nazisme
Après l'incendie du Reichstag, fin février 1933, les communistes, en particulier, deviennent la cible de persécutions nazies. Beaucoup sont arrêtés ou fuient à l'étranger. Käthe Lübeck revient néanmoins de Moscou fin 1934. Elle entre dans la clandestinité à Berlin et organise avec Robert Stamm (de) la direction du Parti communiste, ses responsabilités étant centrées sur le « travail des femmes »,.
Le 27 mars 1935, elle est arrêtée, en même temps que Adolf Rembte (de), Robert Stamm (de) et Max Maddalena. Le 4 juin 1937, plus de deux ans après son arrestation, elle est jugée par le Volksgerichtshof et condamnée à une peine de douze ans de prison pour "Préparation à la haute trahison". Ses camarades sont soit condamnés à mort et exécutés, soit meurent en détention. Hans Lübeck (de) demande le divorce peu après son arrestation, ce qui la blesse. Elle ne l'a jamais revu.
Elle est d'abord détenue à la prison pour femmes de Lübeck-Lauerhof où elle rencontre Anna Stiegler et Hermine Berthold avec qui elle se lie d'une amitié durable. Elle passe ensuite par différents camps dont Jauer, Gründberg, Schweidnitz. La plupart du temps, elle est détenue à l'isolement, n'a pas le droit de lire ou de recevoir du courrier ni de visites. « Vous devez tout gérer par vous-même. Et c'est la pire chose qui soit »,.
Peu avant la fin de la guerre, elle est transférée en Silésie. À l'approche de l'Armée rouge, les prisonniers sont forcés de marcher vers l'ouest, pieds nus ou en sabot, sur des routes verglacées. A l'arrivée à Waldhaim, près de Leipzig, des fosses attendent les prisonniers politiques qui doivent être fusillés. Käthe Popall se souvint plus tard : « Nous ne savions pas, les SS viendraient-ils tous nous tuer ? Ou les Américains viendraient-ils, ou les Russes viendraient-ils ? Puis nous avons entendu des pas dans le couloir, la porte était déverrouillée et un homme de l'Armée rouge est venu et a crié : 'Libre !' ».
Après douze ans de détention, Käthe Lübeck retourne à Brême à pieds, anxieuse de savoir ce qui est advenu de sa famille. Elle retrouve sa mère et une sœur aînée. Ses autres frères et sœurs sont morts pendant la guerre,.

### Après la guerre
Le 19 janvier 1946, Käthe Fürst, divorcée de Hans Lübeck depuis 1935, épouse Reinhold Popall, communiste comme elle, rencontré sur son chemin de retour vers Brême. Condamné à dix ans de prison en 1935, il vient d'en passer sept à l'isolement.
Käthe Popall devient la cheffe de la section féminine du Parti. Elle rejoint l' association locale Lutte contre le fascisme (de), une organisation dominée par les communistes et les sociaux-démocrates qui est alors la seule organisation à caractère politique que les forces d'occupation britanniques autorisent à fonctionner.

#### Au Parlement régional de Brême
Le 17 avril 1946, elle est nommée membre du Parlement régional nommé de Brême (de), une institution précédant le futur Parlement élu. Lors de la première élection libre, le 13 octobre 1946, elle est députée de la Bürgerschaft de Brême (parlement régional). Elle y est la vice-présidente du petit groupe de neuf membres du Parti communiste.

#### Au Sénat de Brême
Dès le 23 juillet 1945, Käthe Popall est nommée sénatrice de Brême par les autorités militaires britanniques, la première femme à ce poste à Brême. Entre août 1946 et février 1948, avec les bourgmestres  Erich Vagts (de) puis  Wilhelm Kaisen, elle est responsable des questions de santé, puis du bien-être, à la suite de l'opposition des médecins locaux à être sous la tutelle d'une femme, communiste qui plus est et qui n'hésite pas à rappeler leur attitude avec les nazis,.
Elle se prononce en faveur de la reconnaissance des jeunes nés après 1919 comme non responsables de la dictature nazie qui a pris le pouvoir en 1933.
Elle fait campagne pour une réforme de l'article 218 du Code pénal sur l'interruption volontaire de grossesse : « Nous voulons une réforme de l'article 218. Dans sa forme actuelle, ce paragraphe est une injustice sociale. Parce que ce sont toujours les femmes défavorisées qui sont obligées de recourir à des charlatans et c'est toujours contre les femmes défavorisées que se tourne la violence de l'article 128 depuis qu'il existe ... ». Elle demande que des indications sociales figurent à côté des indications médicales, mais estime que la plupart des médecins de Brême ont une compréhension sociale insuffisante pour soutenir la modification de l'article 218
Elle est également responsable des réfugiés qui arrivent de certaines parties de l'Allemagne rattachées à la Pologne ou l'Union soviétique en 1945, organisant leur hébergement et subsistance et assurant leur installation rapide.
Néanmoins, elle déplore un manque de soutien du Parti communiste pendant cette période, sentiment qu'elle dit partager avec d'autres élus du Parti à travers l'Allemagne.
Aux élections locales d'octobre 1947, Käthe Popall conserve son siège, mais le parti communiste marque un recul au profit du Parti populaire démocratique de Brême (de) et ne fait plus partie de la coalition gouvernementale. Le 22 janvier 1948, avec d'autres sénateurs communistes, elle démissionne du Sénat. Le bourgmestre Wilhelm Kaisen, qui l'a toujours soutenue, lui rend un hommage vibrant : « Si pour la première fois dans l'histoire du Sénat de Berlin, il y a une femme élue dans ses rangs, cette femme a passé le test avec brio ».

#### Le Comité des femmes de Brême
Käthe Popall est une figure importante du Mouvement des femmes de Brême. En 1946, elle se joint à Agnes Heineken, Anna Stiegler, Anna Klara Fischer et Irmgard Enderle pour fonder le Comité des femmes de Brême, organisation faîtière non confessionnelle et non liée à un parti politique pour toutes les organisations de femmes du land de Brême. Elle est membre du conseil d'administration jusqu'en 1951.

#### La chute du Parti communiste
En Allemagne de l'Ouest, le Parti communiste est de plus en plus sous l'influence du stalinisme. Au début de 1952, la branche de Brême du Parti communiste lance une attaque contre les "Ennemis du Parti, Infiltrés et Opportunistes" ( Parteifeinde, Agenten und Opportunisten) dans ses rangs. Käthe et Reinhold Popalls, qui ne se privent pas de critiquer le Parti, sont mis en accusation dans le journal du parti de Brême, "Tribüne der Demokratie : « Pendant des années, ils n'ont eu aucun lien réel avec le parti. Ils ont diffamé les responsables du parti et sapé la confiance en l'Allemagne de l'Est et en l'Union soviétique ». Une procédure d'expulsion contre eux est engagée en 1952. Reinhold Popall est exclu du parti fin 1952 et Käthe Popall, qui ne reçoit qu'une "réprimande", est invitée à se séparer de lui. L'expulsion n'a finalement pas lieu en raison de la résistance de la base du parti mais Käte Popall se trouve politiquement isolée,. Son adhésion au Parti ne prend fin que lorsque le parti lui-même est interdit en Allemagne de l'Ouest, en 1956, dans le contexte des tensions plus larges de la Guerre froide. La carrière politique de Käthe Popall est effectivement terminée,,.

### Fin de vie
Vers 1967 , elle déménage loin de Brême avec sa famille, à Ottweiler en Sarre, après que leur fils adoptif a terminé ses études. Le couple est actif dans le mouvement caritatif Arbeiterwohlfahrt  et chez les Amis de la nature,.
Au début de 1984, déjà atteinte d' un cancer du poumon, Käthe Popall retourne à Brême où elle meurt le 23 mai. Son urne funéraire est enterrée au cimetière d'Osterholz,. Après le retrait de la tombe en 2004, il faut attendre juillet 2021 pour qu'une plaque commémorative soit placée à proximité, à l'initiative de l'Association des persécutés du régime nazi - Confédération des antifascistes. Elle est inaugurée par le maire Andreas Bovenschulte et la députée fédérale Doris Achelwilm,.

## Distinctions
- Une rue de Brême porte le nom de Käthe-Popall-Straße depuis 1993[1]

## Publication
- (de) Käthe Popall (aut.), Peter Alheit (éd.), Jörg Wollenberg (éd.), Eine schwieriges politisches Leben, Verlag Atelier im Bauernhaus, 1985  (ISBN 978-3881320641) Extraits en ligne